# Juvénal des Ursins
Bei der Familie Juvénal des Ursins handelt es sich um die Nachkommen des Jean Jouvenel († 1431) und der Michèle de Vitry, deren Sohn Jean (1388–1473) seinen Familiennamen latinisierte und ihn mit der Behauptung, mit der römischen Familie der Orsini verwandt zu sein, zu Juvénal des Ursins ergänzte.
Zu den unmittelbaren Nachkommen Jean Jouvenels gehören zwei Erzbischöfe von Reims und ein Kanzler von Frankreich:

## Stammliste Jouvenal/Juvénel
- Jean Jouvenel († 1431), Prévôt des marchands 1388–1412; ⚭ Michèle de Vitry
  - Jean Juvénal des Ursins (1388–1473) 1432 Bischof von Beauvais, 1444 Bischof von Laon, 1449 Erzbischof von Reims, Historiker und Diplomat
  - Guillaume Juvénal des Ursins (1400–1472), Baron de Trainel, 1445–1461 und 1465–1472 Kanzler von Frankreich
    - Jean Juvénal des Ursins († 1492)

  - Michel Juvénal des Ursins (1408–1471), Bailli und Vizegraf von Troyes
    - Louis Juvénal des Ursins (um 1450–nach 1519)
    - Jean III. Juvénal desUrsins († nach 1537), Seigneur de La Chapelle-Gauthier, Doüe et Roissy (Roissy-en-Parisis) et Marly-la-Ville
      - Jean IV. Juvénal des Ursins († 1566), 1542 Abt von Saint-Méen (1542), Bischof von Tréguier, Seigneur de Roissy
      - François I. Juvénal des Ursins (1492–1547), Baron de Trainel, Seigneur de Doüe et de La Chapelle-Gauthier
        - Christophe Juvénal des Ursins (1525–1588), 1. Marquis de Trainel, Seigneur de Doüe et La Chapelle-Gauthier, Gouverneur von Paris, Lieutenant de l’Ile-de-France; ⚭ Madeleine de Luxembourg-Brienne, Tochter von Antoine II. le Bon, Comte de Brienne, und Margarete von Savoyen (Luxemburg-Ligny)
          - François II. Juvénal des Ursins (1569–1650), 2. Marquis de Trainel, Baron de Neuilly ⚭ Guillemette d'Orgemont, Dame de Méry.
          - Catherine Juvénal des Ursins; ⚭ Claude de Harville, Seigneur de Palaiseau, Chevalier des Ordres du Roi (siehe unten)

      - Jeanne Juvénal des Ursins, ⚭ 1509 Alpin de Béthune († 1545) (Haus Béthune)
        - Jean de Béthune, Baron de Baye, Großvater von Maximilien de Béthune, 1. Duc de Sully

  - Jacques Juvénal des Ursins (1410–1457) 1444 Erzbischof von Reims, Patriarch von Antiochia

## Stammliste Jouvenel des Ursins d'Harville
- Claude de Harville, Seigneur de Palaiseau, Chevalier des Ordres du Roi ⚭ Catherine Juvénal des Ursins (siehe oben)
  - Antoine de Harville, Marquis de Palaiseau
    - François de Harville († 1701), Marquis de Palaiseau, Gouverneur de Charleville, nahm mit "Jouvenel des Ursins d'Harville" Namen und Wappen der Familie seiner Großmutter an, 3. Marquis de Trainel
      - Esprit Jouvenel des Ursins d’Harville
        - Constant-Esprit Jouvenel des Ursins d’Harville († 1726); ⚭ Louise Madeline Le Blanc de Villiers-au-Tertre († 1746)
          - Claude-Constant Jouvenel des Ursins d’Harville (1723–1794), Marquis de Trainel; ⚭ Marie-Antoinette Goyon de Matignon (1725–1770), Tochter von Thomas Goyon de Matinon, Marquis de Matignon
            - Louis-Auguste Jouvenel des Ursins d’Harville (1749–1815), frz. General; ⚭ 1766 Marie-Henriette d’Alpozzo de La Trousse (1748–1836)

          - Isabelle Louise Jouvenel des Ursins d’Harville (1724–1793); ⚭ Charles Louis de la Châtre-Nançay, Comte de La Châtre

    - Isabelle de Harville († 1712); ⚭ François de Montmorency (1614–1684), Marquis de Fosseux (Haus Montmorency)
    - Anne de Harville († 1716); ⚭ François de Béthune (1598–1678), Duc d’Orval (Haus Béthune)